# Temporada da LEB Ouro de 2020-21
A Temporada da LEB Ouro de 2020–21 foi a 25.ª edição da competição de secundária do basquetebol masculino da Espanha segundo sua pirâmide estrutural. É organizada pela Federação Espanhola de Basquete, sendo sua primeira liga.

## Clubes Participantes
| Clube                              | Cidade                | Arena                          |
| ---------------------------------- | --------------------- | ------------------------------ |
| Afanion CB Almansa                 | Almansa               | Pavilhão Desportivo de Almansa |
| Bàsquet Girona                     | Girona                | Pavelló Girona-Fontajau        |
| Cáceres Patrimonio de la Humanidad | Cáceres               | Multiusos Ciudad de Cáceres    |
| Clinica Sur - Aspasia RVB          | Valladolid            | Pisuerga                       |
| Coviran Granada                    | Granada               | Palacio de Deportes de Granada |
| Destino Palencia                   | Palencia              | Pabellón Municipal             |
| HLA Alicante                       | Alicante              | Pavilhão Pedro Ferrandíz       |
| Ibereólica Renovables Ourense      | Ourense               | Pazo Paco Paz                  |
| ICG Força Lleida                   | Lleida                | Pavelló Barris Nord            |
| Leche Rio Breogan                  | Lugo                  | Pazo dos Deportes              |
| Levitec Huesca                     | Huesca                | Palacio Municipal de Huesca    |
| Leyma Coruña                       | A Coruña              | Pazo dos Deportes de Riazor    |
| Liberbank Oviedo Baloncesto        | Oviedo                | Polideportivo de Pumarín       |
| Melilla Sport Capital              | Melilla               | Pabellón Javier Imbroda Ortiz  |
| Palmer Alma Mediterrànea Palma     | Palma                 | Son Moix                       |
| Real Murcia Baloncesto             | Múrcia                | Pavilhão Príncipe de Astúrias  |
| TAU Castelló                       | Castellón de la Plana | Pabellón Ciutat de Castelló    |
| Tizona Universidad de Burgos       | Burgos                | Poliesportivo El Plantio       |
| ZTE Real Canoe NC                  | Madrid                | Real Canoe                     |

## Formato
A competição é disputada por dezenove equipes divididas em dois grupos, A e B, sendo que dentro desse grupo eles se enfrentam em modo "todos contra todos". As cinco equipes melhor classificadas nestes grupos formarão o Grupo de classificação onde estes dez jogarão em jogos de "ida e volta". O campeão deste Grupo de Classificação adquire direito esportivo de disputar a Liga ACB na próxima temporada. No Grupo de Descenso os quatro piores colocados sofrem o rebaixamento para a LEB Prata.

## Temporada Regular

### Tabela de Classificação

#### Grupo A
| Pos. | Clube                              | J  | V  | D  | PF   | PC    | Pts. | Classificação          |
| ---- | ---------------------------------- | -- | -- | -- | ---- | ----- | ---- | ---------------------- |
| 1    | Leche Rio Breogan                  | 16 | 13 | 3  | 1259 | 1.122 | 29   | Grupo de classificação |
| 2    | Leyma Coruña                       | 16 | 11 | 5  | 1213 | 1111  | 27   | Grupo de classificação |
| 3    | Liberbank Oviedo Baloncesto        | 16 | 10 | 6  | 1269 | 1231  | 26   | Grupo de classificação |
| 4    | Clinica Sur - Aspasia RVB          | 16 | 9  | 7  | 1322 | 1290  | 25   | Grupo de classificação |
| 5    | Destino Palencia                   | 16 | 8  | 8  | 1178 | 1142  | 24   | Grupo de classificação |
| 6    | Ibereólica Renovables Ourense      | 16 | 6  | 10 | 1195 | 1249  | 22   | Grupo de descenso      |
| 7    | Cáceres Patrimonio de la Humanidad | 16 | 5  | 11 | 1149 | 1248  | 21   | Grupo de descenso      |
| 8    | Melilla Sport Capital              | 16 | 5  | 11 | 1196 | 1272  | 21   | Grupo de descenso      |
| 9    | Tizona Universidad de Burgos       | 16 | 5  | 11 | 1251 | 1367  | 21   | Grupo de descenso      |

#### Partidas
| Casa\Visitante                     | CAC   | CLI   | DES   | IBE   | LEC   | LEY   | LIB    | MEL   | TIZ     |
| ---------------------------------- | ----- | ----- | ----- | ----- | ----- | ----- | ------ | ----- | ------- |
| Cáceres Patrimonio de la Humanidad |       | 80-93 | 60-72 | 75-66 | 78-91 | 71-78 | 88-72  | 82-80 | 89-77   |
| Clinica Sur - Aspasia RVB          | 73-67 |       | 73-66 | 89-87 | 70-80 | 67-78 | 102-84 | 89-84 | 100-108 |
| Destino Palencia                   | 76-65 | 72-67 |       | 87-69 | 65-76 | 66-76 | 78-81  | 81-50 | 71-85   |
| Ibereólica Renovables Ourense      | 73-67 | 78-88 | 75-68 |       | 77-71 | 71-88 | 69-82  | 70-66 | 89-70   |
| Leche Rio Breogan                  | 76-63 | 87-82 | 84-76 | 79-71 |       | 68-72 | 80-66  | 81-72 | 90-53   |
| Leyma Coruña                       | 68-46 | 67-80 | 66-64 | 86-75 | 60-68 |       | 62-60  | 93-71 | 83-88   |
| Liberbank Oviedo Baloncesto        | 98-67 | 83-78 | 78-79 | 83-75 | 64-78 | 88-83 |        | 82-76 | 90-73   |
| Melilla Sport Capital              | 74-75 | 77-80 | 58-71 | 81-70 | 74-67 | 78-75 | 72-80  |       | 93-88   |
| Tizona Universidad de Burgos       | 81-76 | 92-91 | 79-86 | 69-80 | 79-83 | 50-78 | 71-78  | 88-90 |         |

#### Grupo B
| Pos. | Clube                          | J  | V  | D  | PF   | PC   | Pts. | Classificação          |
| ---- | ------------------------------ | -- | -- | -- | ---- | ---- | ---- | ---------------------- |
| 1    | TAU Castelló                   | 18 | 14 | 4  | 1437 | 1337 | 32   | Grupo de classificação |
| 2    | Coviran Granada                | 18 | 12 | 6  | 1413 | 1314 | 30   | Grupo de classificação |
| 3    | Palmer Alma Mediterrànea Palma | 18 | 11 | 7  | 1417 | 1395 | 29   | Grupo de classificação |
| 4    | HLA Alicante                   | 18 | 11 | 7  | 1436 | 1364 | 29   | Grupo de classificação |
| 5    | Afanion CB Almansa             | 18 | 10 | 8  | 1390 | 1354 | 28   | Grupo de classificação |
| 6    | Bàsquet Girona                 | 18 | 9  | 9  | 1404 | 1386 | 27   | Grupo de descenso      |
| 7    | ICG Força Lleida               | 18 | 9  | 9  | 1369 | 1366 | 27   | Grupo de descenso      |
| 8    | Real Murcia Baloncesto         | 18 | 6  | 12 | 1283 | 1349 | 24   | Grupo de descenso      |
| 9    | Levitec Huesca                 | 18 | 5  | 13 | 1259 | 1371 | 23   | Grupo de descenso      |
| 10   | ZTE Real Canoe NC              | 18 | 3  | 15 | 1294 | 1466 | 21   | Grupo de descenso      |

#### Partidas
| Casa\Visitante                 | AFA   | BAS    | COV     | ICG   | HLA   | LEV   | PAL    | REA    | TAU   | ZTE    |
| ------------------------------ | ----- | ------ | ------- | ----- | ----- | ----- | ------ | ------ | ----- | ------ |
| Afanion CB Almansa             |       | 84-55  | 64-89   | 80-71 | 93-99 | 83-80 | 64-75  | 86-79  | 52-66 | 74-69  |
| Bàsquet Girona                 | 78-89 |        | 81-66   | 86-70 | 77-83 | 67-50 | 80-83  | 75-63  | 72-74 | 87-62  |
| Coviran Granada                | 77-76 | 83-60  |         | 80-83 | 84-77 | 89-75 | 63-70  | 73-67  | 62-63 | 77-70  |
| ICG Força Lleida               | 62-67 | 89-111 | 83-79   |       | 67-87 | 67-63 | 91-78  | 78-55  | 72-74 | 81-65  |
| HLA Alicante                   | 79-76 | 74-62  | 67-70   | 82-65 |       | 84-50 | 96-89  | 81-105 | 81-87 | 82-77  |
| Levitec Huesca                 | 71-83 | 90-84  | 71-78   | 87-86 | 76-64 |       | 66-73  | 63-53  | 69-76 | 63-53  |
| Palmer Alma Mediterrànea Palma | 73-97 | 78-81  | 66-69   | 82-71 | 80-69 | 68-61 |        | 77-72  | 73-79 | 100-99 |
| Real Murcia Baloncesto         | 65-63 | 93-87  | 68-80   | 57-66 | 65-71 | 68-65 | 63-68  |        | 58-86 | 76-67  |
| TAU Castelló                   | 87-72 | 82-84  | 105-100 | 65-74 | 62-85 | 91-69 | 83-101 | 88-83  |       | 92-63  |
| ZTE Real Canoe NC              | 79-87 | 73-77  | 68-94   | 68-93 | 79-75 | 75-84 | 91-83  | 69-64  | 67-77 |        |

## Segunda fase

### Grupo de classificação
| Pos. | Clube                          | J  | V  | D  | PF    | PC    | Pts. | Classificação |
| ---- | ------------------------------ | -- | -- | -- | ----- | ----- | ---- | ------------- |
| 1    | Coviran Granada                | 18 | 13 | 5  | 1.410 | 1.347 | 31   | Playoffs      |
| 2    | Leche Rio Breogan              | 18 | 13 | 5  | 1.420 | 1.341 | 31   | Playoffs      |
| 3    | TAU Castelló                   | 18 | 12 | 6  | 1.461 | 1.408 | 30   | Playoffs      |
| 4    | Leyma Coruña                   | 18 | 12 | 6  | 1.348 | 1.306 | 30   | Playoffs      |
| 5    | Liberbank Oviedo Baloncesto    | 18 | 9  | 9  | 1.409 | 1.420 | 27   | Playoffs      |
| 6    | HLA Alicante                   | 18 | 9  | 9  | 1.437 | 1.371 | 27   | Playoffs      |
| 7    | Palmer Alma Mediterrànea Palma | 18 | 8  | 10 | 1.372 | 1450  | 26   | Playoffs      |
| 8    | Clinica Sur - Aspasia RVB      | 18 | 7  | 11 | 1.449 | 1475  | 25   |               |
| 9    | Destino Palencia               | 18 | 4  | 14 | 1.277 | 1362  | 22   |               |
| 10   | Afanion CB Almansa             | 18 | 3  | 15 | 1.370 | 1473  | 21   |               |

#### Partidas
| Casa\Visitante                 | AFA   | DES   | CLI    | COV   | HLA   | LEC   | LEY   | LIB   | PAL    | TAU   |
| ------------------------------ | ----- | ----- | ------ | ----- | ----- | ----- | ----- | ----- | ------ | ----- |
| Afanion CB Almansa             |       |       | 78-91  |       |       | 68-81 | 73-80 | 83-84 | 82-78  |       |
| Destino Palencia               | 62-72 |       |        | 71-72 | 76-66 |       |       |       | 73-77  | 87-76 |
| Clinica Sur - Aspasia RVB      | 86-79 |       |        | 86-87 | 85-70 |       |       |       | 85-73  | 83-88 |
| Coviran Granada                |       | 77-59 | 90-85  |       |       | 97-80 | 74-65 | 72-68 |        |       |
| HLA Alicante                   |       | 84-73 | 108-69 |       |       | 76-66 | 85-60 | 84-85 |        |       |
| Leche Rio Breogan              | 85-81 |       |        | 85-78 | 82-85 |       |       |       | 97-66  | 77-75 |
| Leyma Coruña                   | 89-73 |       |        | 82-66 | 71-64 |       |       |       | 94-76  | 90-92 |
| Liberbank Oviedo Baloncesto    | 92-87 |       |        | 78-83 | 63-62 |       |       |       | 105-67 | 91-77 |
| Palmer Alma Mediterrànea Palma |       | 69-67 | 98-81  |       |       | 74-76 | 65-75 | 80-77 |        |       |
| TAU Castelló                   |       | 77-78 | 87-79  |       |       | 86-70 |       | 85-62 |        |       |

### Grupo de descenso
| Pos. | Clube                              | J  | V  | D  | PF    | PC    | Pts. | Classificação |
| ---- | ---------------------------------- | -- | -- | -- | ----- | ----- | ---- | ------------- |
| 1    | Real Murcia Baloncesto             | 16 | 10 | 6  | 1.187 | 1.135 | 26   | Playoffs      |
| 2    | Cáceres Patrimonio de la Humanidad | 16 | 10 | 6  | 1.224 | 1.195 | 26   |               |
| 3    | Levitec Huesca                     | 16 | 9  | 7  | 1.252 | 1.189 | 25   |               |
| 4    | Bàsquet Girona                     | 16 | 9  | 7  | 1.301 | 1.197 | 25   |               |
| 5    | Melilla Sport Capital              | 16 | 9  | 7  | 1.266 | 1.266 | 25   |               |
| 6    | Ibereólica Renovables Ourense      | 16 | 9  | 7  | 1.215 | 1.236 | 25   | Rebaixados    |
| 7    | ICG Força Lleida                   | 16 | 8  | 8  | 1.251 | 1230  | 24   | Rebaixados    |
| 8    | Tizona Universidad de Burgos       | 16 | 5  | 11 | 1.267 | 1356  | 21   | Rebaixados    |
| 9    | ZTE Real Canoe NC                  | 16 | 3  | 13 | 1.158 | 1317  | 19   | Rebaixados    |

#### Partidas
| Casa\Visitante                     | GIR   | CAC   | IBE    | ICG   | LEV   | MEL   | REA   | TIZ    | ZTE     |
| ---------------------------------- | ----- | ----- | ------ | ----- | ----- | ----- | ----- | ------ | ------- |
| Bàsquet Girona                     |       | 74-75 | 89-77  |       |       | 77-63 |       | 93-73  |         |
| Cáceres Patrimonio de la Humanidad | 73-61 |       | 88-70  |       | 92-86 |       | 74-68 |        | 81-80   |
| Ibereólica Renovables Ourense      | 73-71 |       |        | 88-77 |       |       |       |        | 88-74   |
| ICG Força Lleida                   |       |       |        |       |       | 95-81 |       | 91-77  |         |
| Levitec Huesca                     |       | 80-73 | 103-64 |       |       | 81-70 |       | 87-76  |         |
| Melilla Sport Capital              | 95-93 |       |        | 67-61 | 85-78 |       | 81-67 |        | 113-106 |
| Real Murcia Baloncesto             |       | 80-64 | 81-69  |       |       | 65-68 |       | 102-71 |         |
| Tizona Universidad de Burgos       | 78-69 |       |        | 91-81 | 82-75 |       | 75-88 |        | 89-63   |
| ZTE Real Canoe NC                  |       | 73-70 | 70-90  |       |       | 70-79 |       | 90-82  |         |

## Playoffs

### Confrontos

#### Quartas de final
| Time 1            | Série | Time 2                      | 1º Jogo | 2º Jogo | 3º Jogo  |
| ----------------- | ----- | --------------------------- | ------- | ------- | -------- |
| Coviran Granada   | 2 - 1 | Real Murcia Baloncesto      | 73 - 69 | 62 - 69 | 101 - 95 |
| Leyma Coruña      | 2 - 0 | Liberbank Oviedo Baloncesto | 74 - 66 | 70 - 69 | -        |
| Leche Rio Breogan | 2 - 1 | Palmer Alma Mediterrànea    | 87 - 72 | 81 - 88 | 80 - 68  |
| TAU Castelló      | 1 - 2 | HLA Alicante                | 78 - 70 | 66 - 71 | 70 - 78  |

### Semifinal
| Time 1            | Série | Time 2       | 1º Jogo | 2º Jogo | 3º Jogo |
| ----------------- | ----- | ------------ | ------- | ------- | ------- |
| Coviran Granada   | 2 - 1 | Leyma Coruña | 67 - 77 | 85 - 82 | 72 - 68 |
| Leche Rio Breogan | 2 - 1 | HLA Alicante | 88 - 87 | 66 - 77 | 87 - 77 |

### Final
| Time 1          | Série | Time 2            | 1º Jogo | 2º Jogo | 3º Jogo |
| --------------- | ----- | ----------------- | ------- | ------- | ------- |
| Coviran Granada | 1 - 2 | Leche Rio Breogan | 67 - 53 | 78 - 81 | 83 - 57 |

## Promoção e rebaixamento
- Leche Rio Breogan

- Ibereólica Renovables Ourense, ICG Força Lleida, Tizona Universidad de Burgos, ZTE Real Canoe NC

## Copa Princesa de Astúrias 2021
Em partida única disputada em Lugo, Galiza, enfrentaram-se os dois primeiros colocados na tabela na metade da temporada regular. O troféu é realizado em homenagem à Leonor, Princesa das Astúrias, herdeira ao trono da Espanha.
| 09 de fevereiro de 2019 19:30 UTC+0 | relatório | Leche Rio Breogán                             | 85–74 | HLA Alicante                                |  | Pazo Provincial, Lugo |  |
| 09 de fevereiro de 2019 19:30 UTC+0 | relatório | Placar por quarto: 24-18, 15-15, 15-22, 15-14 |       |                                             |  | Pazo Provincial, Lugo |  |
| 09 de fevereiro de 2019 19:30 UTC+0 | relatório | Pts: Kacinas 20 Rbts: Uceda 7                 |       | Pts: Urtasun e Bergstedt 13 Rbts: Soriano 9 |  | Pazo Provincial, Lugo |  |

### Premiação
| Copa Princesa de Astúrias 2021 |
| ------------------------------ |
| Leche Rio Breogán 3º Título    |

## Artigos relacionados
- Liga Endesa
- Seleção Espanhola de Basquetebol